# Гребенюк Анатолій Володимирович
Анатолій Володимирович Гребенюк (народився 18 жовтня 1955 року в селищі Мізоч Здолбунівського району Рівненської області Української РСР) - російський військовий діяч, генерал армії.

## До військової служби
Після закінчення середньої школи вступив до Українського інституту інженерів водного господарства у м Рівне, який закінчив в 1977 році. У 1977 - 1981 роках працював майстром на Рівненській атомній електростанції.

## Військова служба в ВС СРСР
У 1981 році призваний на службу із запасу в Радянську Армію в званні лейтенанта. З 1981 року служив в будівельних частинах Середньоазіатського військового округу на будівництві об'єктів РВСН в районі м. Балхаш в Казахської РСР. Обіймав посади виконавця робіт, начальника будівельно-монтажної дільниці, головного інженера - заступника начальника управління інженерних робіт. Три військових звання присвоєні достроково.
З 1986 року служив в Закавказькому військовому окрузі на посаді начальника управління інженерних робіт Головного управління спеціального будівництва Міністерства оборони СРСР (ГУСБ МО СРСР). Керував будівництвом станції раннього попередження РВСН в Габалі (Габалинська РЛС).
Активний учасник ліквідації наслідків землетрусу у Вірменії 1988 року і відновлювально-будівельних робіт в зоні землетрусу.

## Військова служба в ВС Росії
З 1991 року - заступник командувача військами Приволзько-Уральського військового округу з будівництва та розквартирування. З липня 1992 року - заступник командувача військами Приволзького військового округу з будівництва та розквартирування. З 1994 року  - начальник Головного управління спеціального будівництва (ГУСБ) Міністерства оборони Російської Федерації. Генерал-лейтенант (5.05.1995).
Закінчив Вищі академічні курси при Військовій академії Генерального Штабу Збройних сил Російської Федерації в 1998 році.
З серпня 2000 року - заступник начальника будівництва і розквартирування військ Міністерства оборони Російської Федерації. Займався питаннями будівництва військових об'єктів на території Чеченської республіки, тільки в 2001 році провів у відрядженнях в Чеченській республіці понад 8 місяців. З березня 2003 року - начальник будівництва і розквартирування військ - заступник Міністра оборони Російської Федерації. З квітня 2004 року  - начальник Служби розквартирування та облаштування Міністерства оборони Російської Федерації. Військове звання генерал армії присвоєно указом Президента Російської Федерації В. В. Путіна від 12 червня 2006 року.
У листопаді 2007 року звільнений з посади і звільнений в запас у віці 52 років (єдиний подібний випадок в історії Російської Федерації). У пресі будувалися припущення про причетність А. В. Гребенюка до ряду корупційних скандалів, але ніякої інформації про притягнення його до відповідальності або про наявність кримінальних справ стосовно нього не з'явилося.

## У відставці
У січні 2009 року призначений старшим віце-президентом держкорпорації Олімпбуд. У 2010 році звільнений з держкорпорації Олімпбуд.
З 2011 року по жовтень 2014 року - перший заступник генерального директора ЗАТ "СУ-155" по регіонах.
З жовтня 2014 року перший заступник керівника робочої групи з координації будівництва об'єктів космодрому «Східний» - помічник Міністра будівництва Російської Федерації.
З 2015 року - директор ФГАУ ВППКіО ВС РФ «Патріот».

## Нагороди та почесні звання
- Орден «За військові заслуги»,
- медалі,
- Заслужений будівельник Російської Федерації (1997),
- Заслужений будівельник Азербайджанської РСР,
- доктор технічних наук,
- кандидат економічних наук.